# Times Square Theater
Le Times Square Theater est un ancien théâtre de Broadway et ancien cinéma, situé au 215–217 Ouest de la 42e Rue, dans le Theater District de Midtown Manhattan, à proximité de Times Square, à New York. Il est construit en 1920 pour les frères Archibald Selwyn (en) and Edgar Selwyn, sur des plans d'Eugene De Rosa. Longtemps un haut lieu de la vie artistique, il n'est plus en activité, et est la proprété de la ville et de l'État de New York. Il est géré par l'organisation à but non lucratif New 42nd Street (en).

## Histoire
Le théâtre est édifié conçu en même temps que l'Apollo Theatre voisin, aujourd'hui disparu, aussi conçu par De Rosa. Les deux édifices partageaient une même façade à colonnade en pierre calcaire, de style néo-classique, donnant sur la 42e Rue. On rentrait dans l'Apollo Theatre par la partie Ouest. À l'intérieur, le Times Square disposait d'un auditorium d'une capacité de plus de mille spectateurs. L'intérieur était orné dans les tons argent, vert et noir, avec un balcon peu profond, des loges et des fresques murales.
Le théâtre ouvre le 30 septembre 1920 avec la pièce The Mirage d'Edgar Selwyn, avec Florence Reed pour 6 mois de représentations,. Au cours de sa première décennie, il accueille surtout des pièces de théâtre, mais on y projette aussi des films en 1926 et 1928. Parmi les représentations théâtrales notables, on notera Gentlemen Prefer Blondes (en) (1926), The Front Page (1928), Strike Up the Band (1930) et Les Amants terribles (1931). La dernière projection cinématographique a lieu en été 1933, avec Souvent femme varie, après quoi il sert uniquement de cinéma, comme c'est le cas de nombreux théâtres du District après la Grande dépression qui étaient reconvertis en cinémas, night-clubs ou salles de musique. La famille Brandt l'exploite pendant environ cinquante ans, proposant des westerns et des films d'action. L'auditorium accueille des films, tandis que scène et coulisses sont transformées en un magasin de détail.
Dans les années 1980, alors que plusieurs projets de réaménagement des théâtres de la 42e voient le jour, le Times Square Theater, lui, reste inoccupé. En 1990, New 42nd Street en assure la gestion ainsi que d'autres théâtres voisins. Depuis, divers aménagements ou reconversions du bâtiment sont proposés par plusieurs entreprises, mais son devenir est actuellement incertain,.

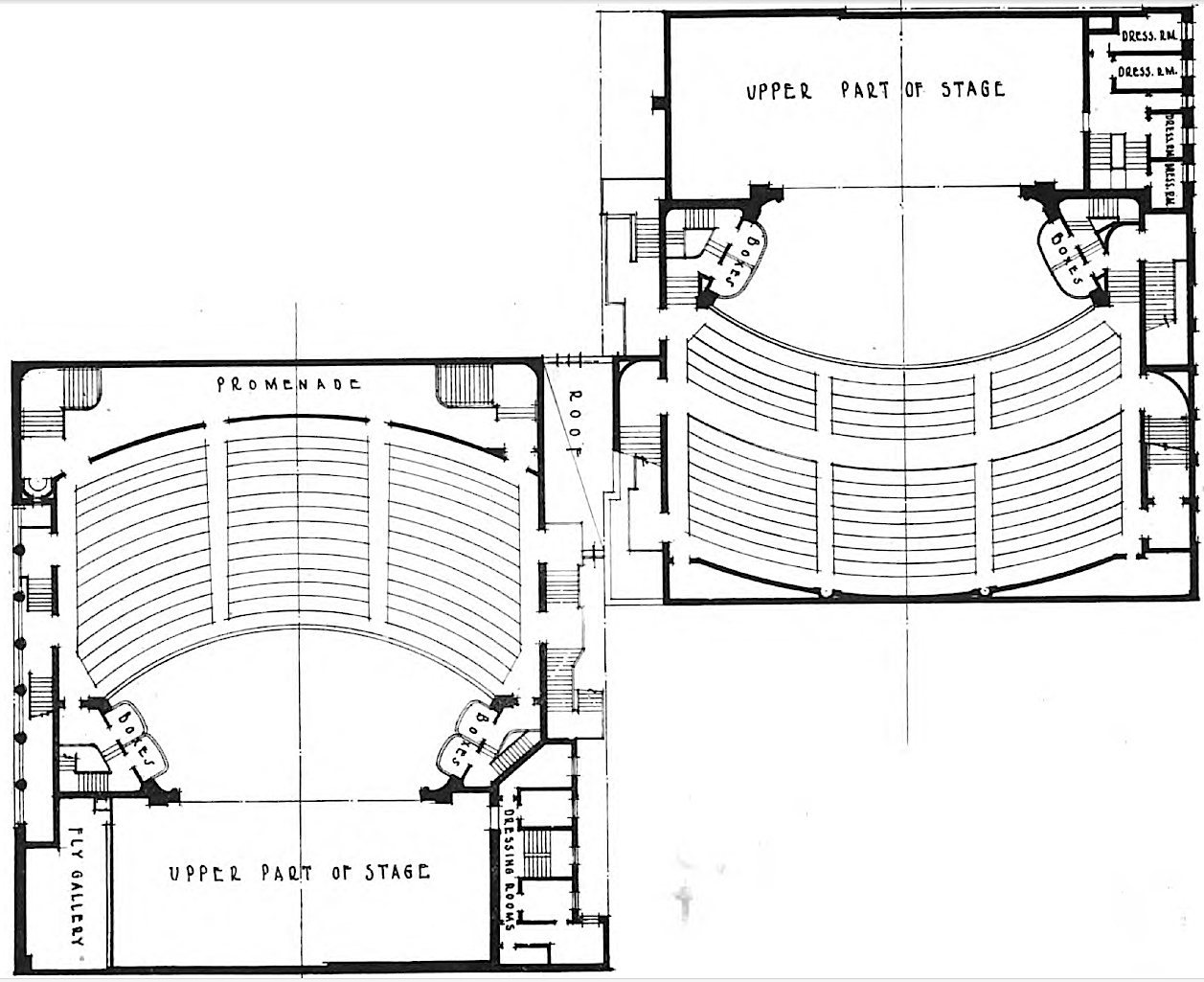
Plan des théâtres jumeaux Appolo et Times Square.
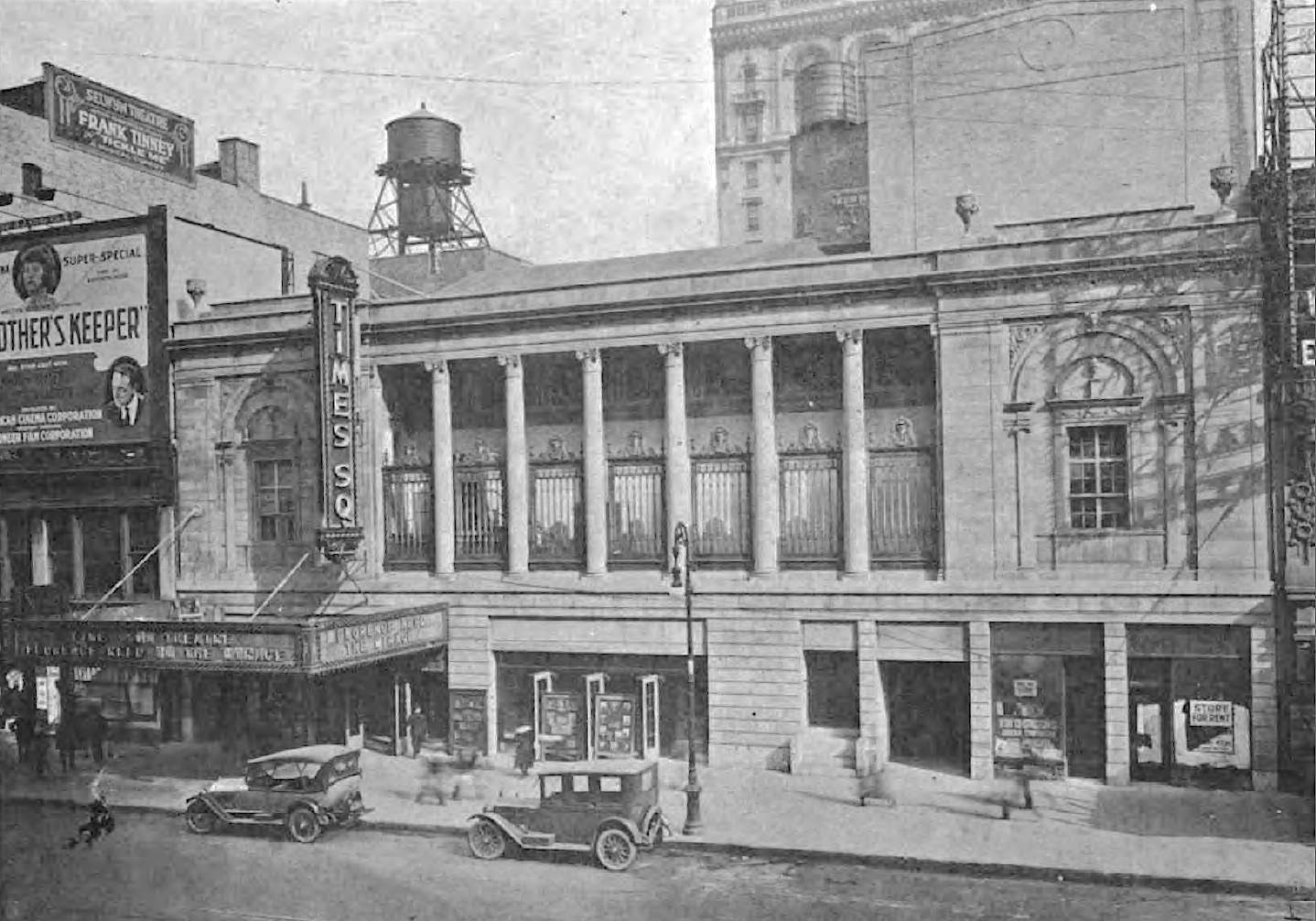
Vue sur les deux théâtres, en 1920.
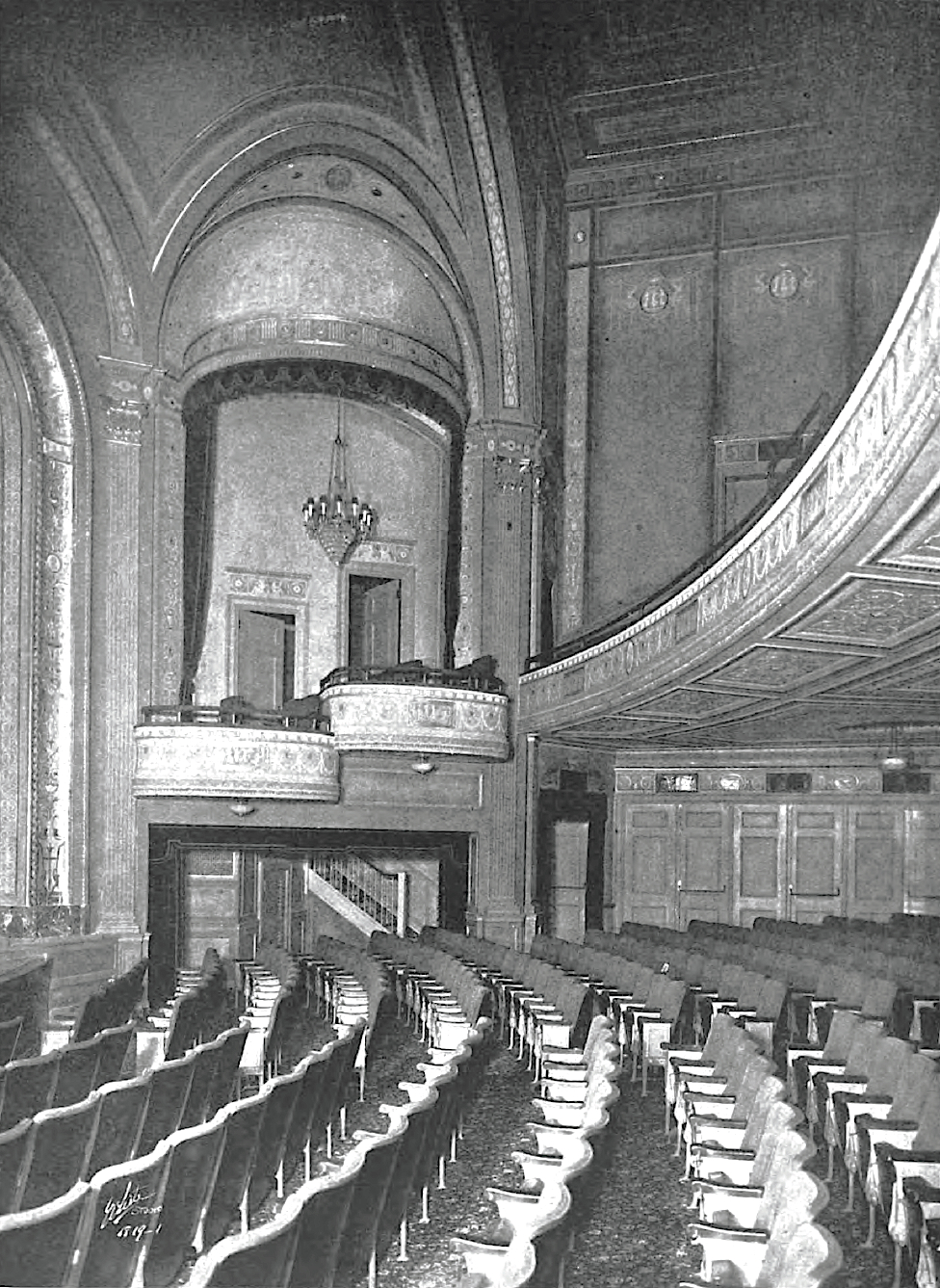
L'auditorium, en 1920.
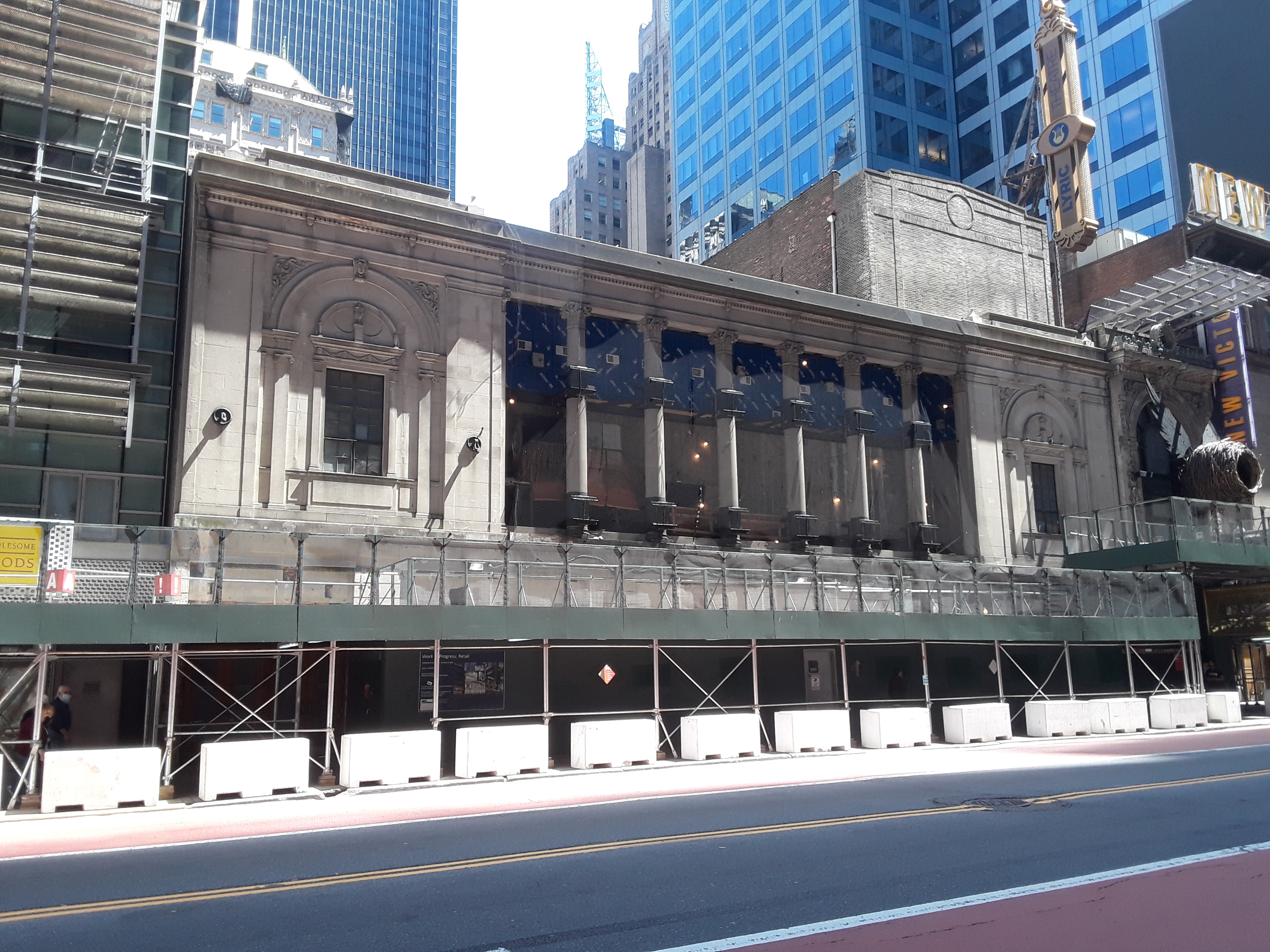
La façade actuelle, en 2021.